# کارل السنر
کارل السنر (آلمانی: Karl Elsener; ۱۳ اوت ۱۹۳۴ – ۲۷ ژوئیهٔ ۲۰۱۰) بازیکن فوتبال اهل سوئیس بود.
از باشگاه‌هایی که در آن بازی کرده‌است می‌توان به باشگاه فوتبال وینترتور، باشگاه فوتبال لوتسرن، باشگاه فوتبال لشو دو فوند، باشگاه فوتبال گراس‌هاپر زوریخ، و باشگاه فوتبال لوزان-اسپورت اشاره کرد.
وی همچنین در تیم ملی فوتبال سوئیس بازی کرده‌است.